# Forenede Demokrater
|  | Sammenskrivningsforslag Artiklen Forenede Demokrater er foreslået føjet ind i Lærerlockouten 2013. (Siden juli 2018) Diskutér forslaget |

Forenede Demokrater (FD) er et lille dansk politisk parti, der opstillede ved Kommunalvalget i 2013. Dette skete de fleste steder med partibogstavet J. 

## Opstod under Lærerlockouten 2013
Det nye parti Forenede Demokrater (FD) opstod som en følge af Lærerlockouten 2013. 
Meningsmålinger viste, at de tre daværende regeringsparter (SF, socialdemokrater og radikale) gik markant tilbage blandt lærerne under konflikten. 
Under lockouten i april 2013 tog en gruppe lærere initiativ til at starte Forenede Demokrater, der skulle være et dansk centrum-venstre parti .
I første omgang blev der oprettet en facebookgruppe, der pr. 1. juni 2013 havde 1.900 medlemmer .
Partiets første generalforsamling fandt sted i Odense den 9. juni 2013 .

## Indsamling af vælgererklæringer
Den 29. maj 2013 godkendte Valgnævnet under Økonomi- og Indenrigsministeriet, at Forende Demokrater indsamler vælgererklæringer med henblik på at blive opstillingsberettiget til Folketinget.

## Valget i 2013
Ved kommunalvalget i november 2013 opstillede Forenede Demokrater kandidater til en række kommunalbestyrelser. Ingen af partiets kandidater blev valgte. 
Partiet opstillede med partibogstavet J i Assens, Frederikshavn, Kalundborg, Morsø og Thisted, mens det i Helsingør fik tildelt bogstavet Y. I Københavns Kommune, hvor der var flere lister end bogstaver til rådighed, fik partiet 04 som "partibogstav". 
I Randers opstillede Majken Vestergaard (næstformand for Forenede Demokrater i Østjylland) på en fælles liste (Velfærdslisten ).